# Strumella
Strumella — рід грибів родини Sarcosomataceae. Назва вперше опублікована 1849 року.